# Maremne

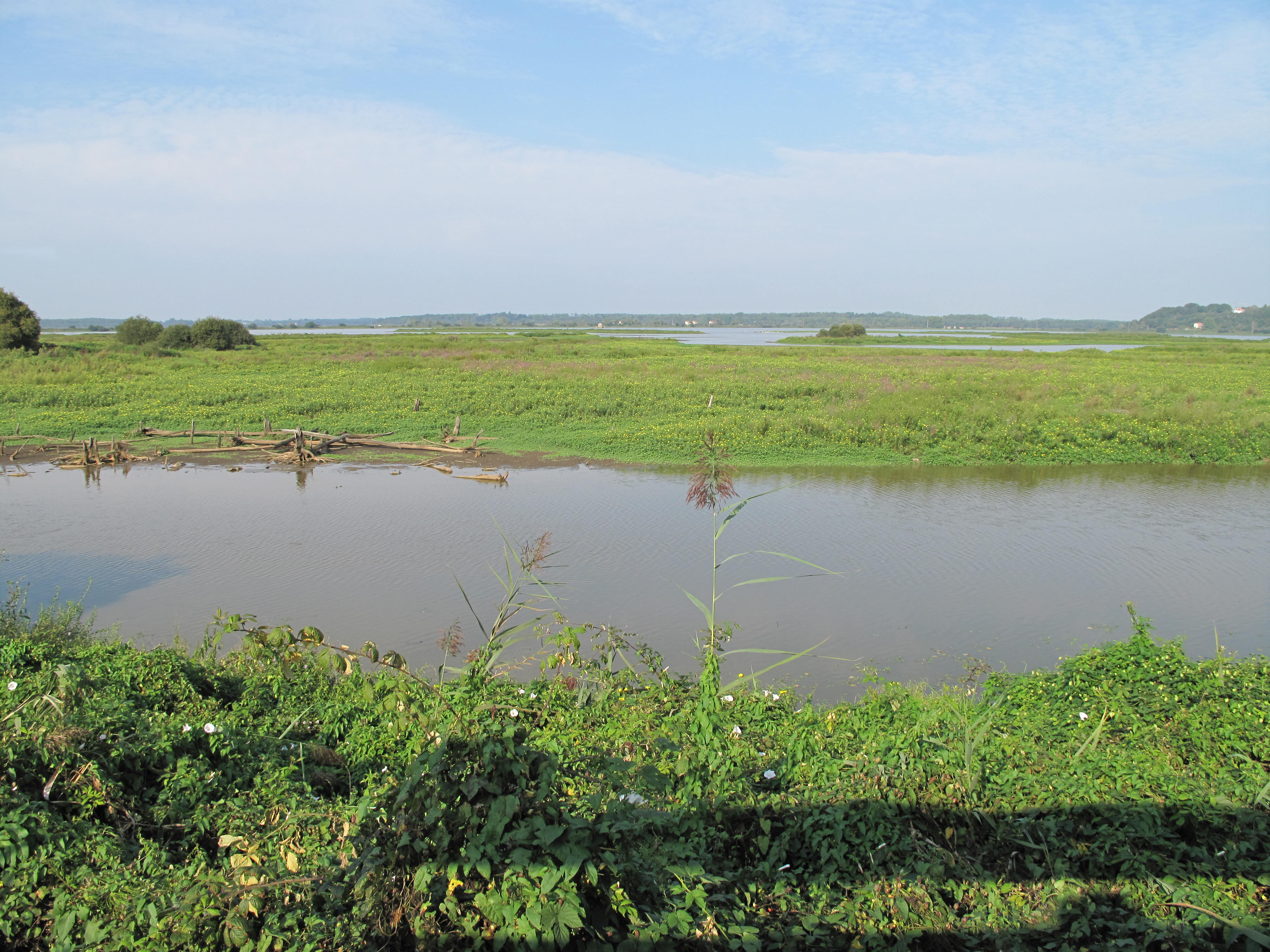
Riserva naturale nazionale delle paludi di Orx

La Maremne è una regione naturale della Francia che si trova nel dipartimento della Landes, all'estremità sud-occidentale del dipartimento e della Lande di Guascogna, delle quali fanno parte.

## Geografia
Si tratta di una regione relativamente piccola, che si estende dalla palude di Orx fino a Seignosse. Essa corrisponde all'antico delta fluviale dell'Adour. Questo fiume dal coeso piuttosto instabile aveva come estuario principale Capbreton, ma se n'è staccato giungendo fino a Vieux-Boucau-les-Bains, dopo di che è stato diretto verso Bayonne (Boucau). 

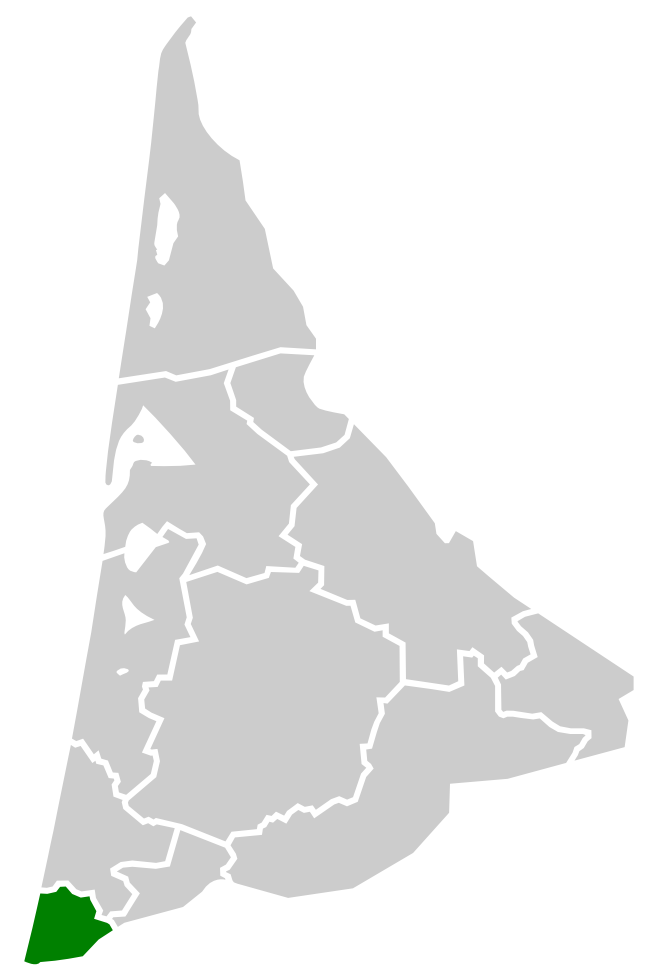
La posizione della Maremne nelle Landes de Gascogne

Le paludi d'Orx, oggi ormai prosciugate, sono una vestigia di questo antico delta.
Le Maremme è delimitata ad ovest dall'oceano Atlantico ed a sud dal Seignanx.

### Comuni principali
L'antico capoluogo della regione è Tosse; gli altri comuni principali sono:
Capbreton, Angresse, Saint-Vincent-de-Tyrosse, Bénesse-Maremne, Labenne, Saint-Geours-de-Maremne, Saubrigues, Orx, Josse, Pey

## Etimologia
L'antica viscontea di Maremne (archipresbyteratus Maritime nel 1527, Annales du Midi, 1894), tra l'Adour e l'oceano, trae il nome dall'aggettivo latino maritimu: marít(i)mu > marétme > marénme e marémne. Di simile etimologia è la Maremma, regione geografica situata tra Toscana meridionale e Lazio settentrionale.

## Storia
Le Maremne sotto l'Ancien Régime era una viscontea. Il visconte più celebre fu Enrico IV. 
La baronia di Capbreton e Labenne si distingueva dalla Maremne in particolare per le regole sull'eredità: 
- uguaglianza stretta come nel Marensin

quando la Maremne seguiva il diritto pirenaico: 
- primogenitura assoluta senza distinzione di sesso